# グレゴール・ヨハン・メンデル
グレゴール・ヨハン・メンデル（独: Gregor Johann Mendel、1822年7月20日 - 1884年1月6日）は、オーストリア帝国・ブリュン（現在のチェコ・ブルノ）の司祭、生物学者。植物学の研究を行い、メンデルの法則と呼ばれる遺伝に関する法則を発見したことで有名。遺伝学の祖。
当時、遺伝現象は知られていたが、遺伝形質は交雑とともに液体のように混じりあっていく（混合遺伝）と考えられていた。メンデルの業績はこれを否定し、遺伝形質は遺伝粒子（後の遺伝子）によって受け継がれるという粒子遺伝を提唱したことである。

## 生涯
オーストリア帝国のオドラウ近郊のハインツェンドルフ（Heinzendorf bei Odrau, 現在のチェコ・モラヴィア、ヒンチツェ）に小自作農(果樹農家)の子として生まれ、ヨハンと名付けられる。母語はドイツ語であった。オルミュッツ大学で2年間学んだ後、1843年に聖アウグスチノ修道会に入会し、モラヴィア地方ブリュンの修道院に所属、修道名グレゴール（グレゴリオ）を与えられる。
メンデルの所属した修道院は哲学者、数学者、鉱物学者、植物学者などを擁し、学術研究や教育が行われていた。1847年に司祭に叙階され、科学を独学する。短期間ツナイムのギムナジウムで数学とギリシア語を教える。1850年、教師（教授）の資格試験を受けるが、生物学と地質学で最悪の点数であったため不合格となった。
1851年から2年間ウィーン大学に留学し、ドップラー効果で有名なクリスチャン・ドップラーから物理学と数学、フランツ・ウンガーから植物の解剖学や生理学、他に動物学などを学んだ。

メンデルは、研究成果が認められないまま、1884年に死去した。メンデルが発見した法則は、1900年に3人の学者、ユーゴー・ド・フリース、カール・エーリヒ・コレンス、エーリヒ・フォン・チェルマクらによりそれぞれ独自に（つまり共同研究ではない）再発見されるまで埋もれていた。彼らがそれぞれ独自に発見した法則は、「遺伝の法則」としてすでにメンデルが半世紀前に研究し発表していたことが明らかになり、彼の研究成果は死後に承認される形となった。
雑誌『ライフ』（タイム社）が1999年に選定した、「Life's 100 most important people of the second millennium（この1000年でもっとも重要な100人）」に入っている。

## ギャラリー

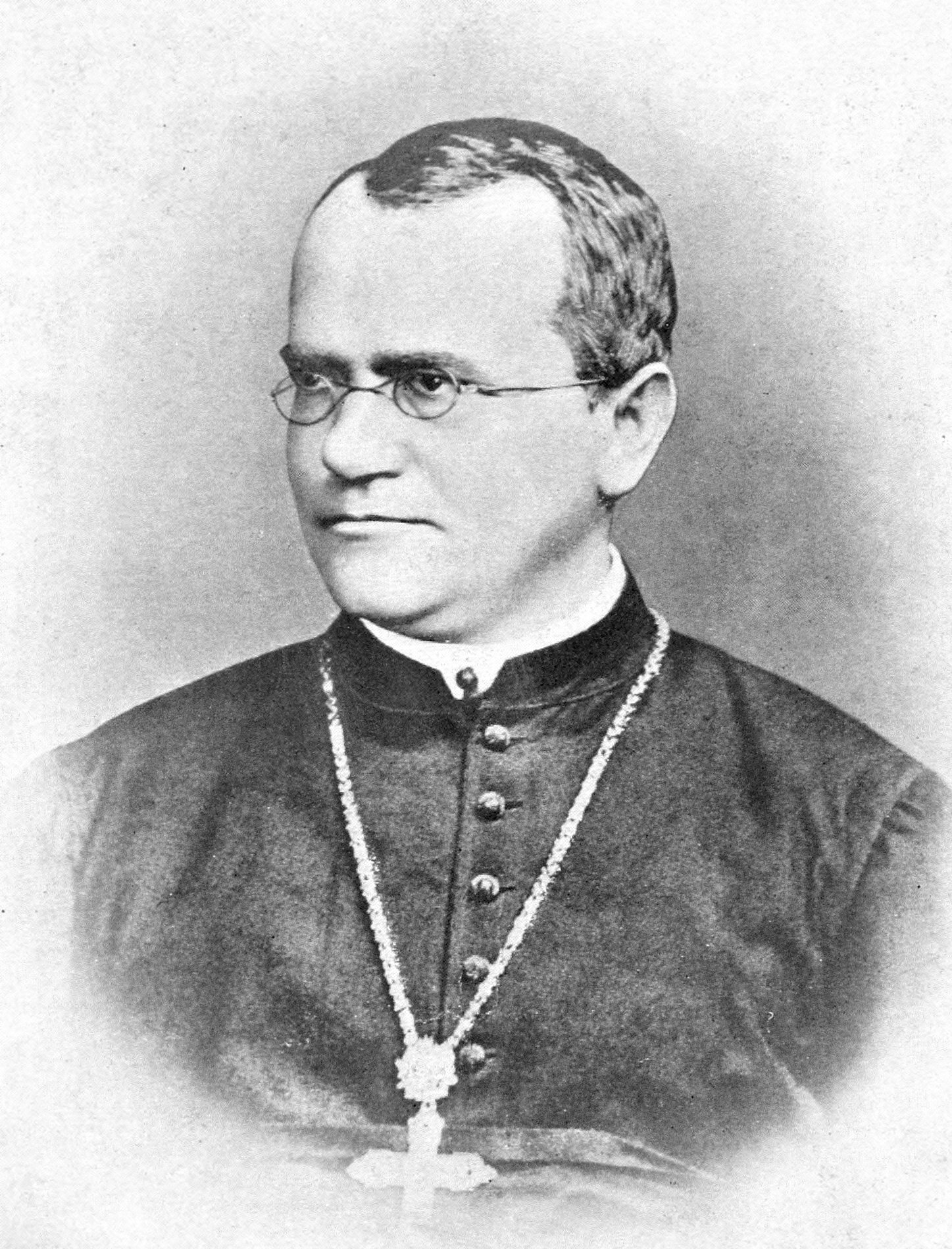
肖像画
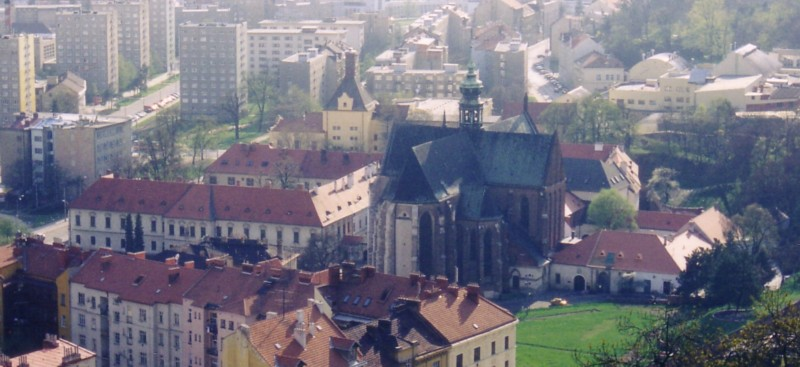
聖母被昇天聖堂（ブルノにある聖アウグスチノ修道会の修道院内）
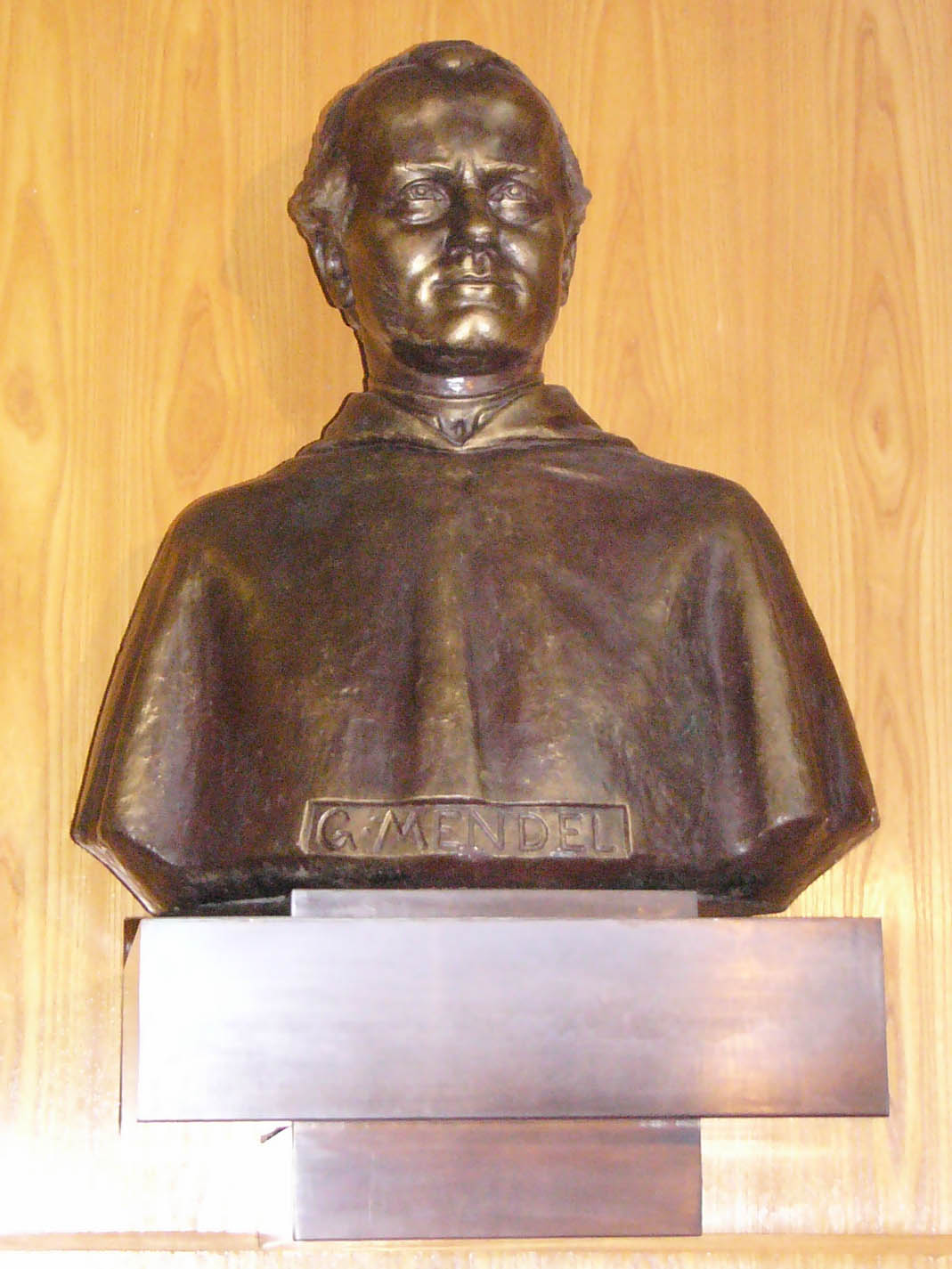
メンデル大学の胸像